# 明

明
大明

1415年時の領域。

1662年まで南明として存続

明（みん）は、中国の王朝である。1368年から1644年まで存在し、明朝あるいは大明とも号した。朱元璋が元を北へ逐って建国し、李自成軍による滅亡の後には、清が李自成政権（順）と明の再建を目指す南明政権を制圧して中国大陸を支配した。

## 歴史

### 朱元璋の建国

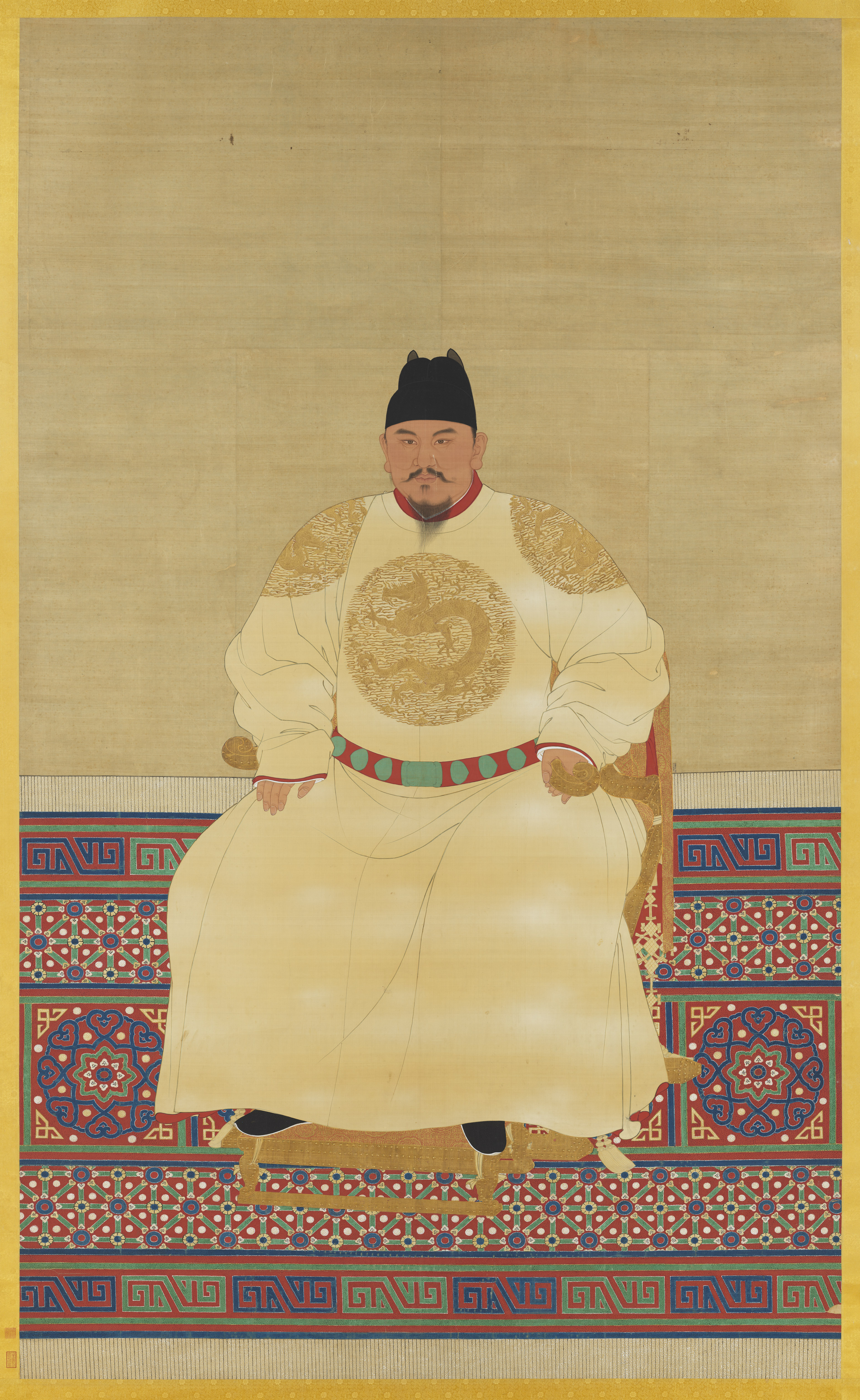
朱元璋

永楽帝

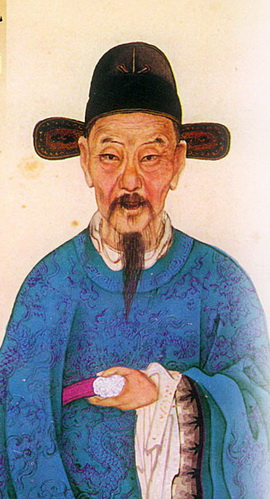
張居正

モンゴル帝国（Yeke Mongγol Ulus）から分裂した後、カアン位を継承しモンゴル平原と中国大陸を支配した元朝（Dai-ön Yeke Mongγol Ulus）は、14世紀に入ると複数の皇后が生んだ男子に漢人が文官として後ろ盾となり、帝位の相続争いが起こり統治能力が低下した。さらに疫災が相次いだため、白蓮教徒が1351年に紅巾の乱を起こすと反乱は瞬く間に広がった。紅巾軍の一方の将領であった貧農出身の朱元璋（太祖洪武帝）は南京を根拠に長江流域の統一に成功し、1368年に明を建国した。洪武帝は建国するとただちに北伐を始め、元の皇帝恵宗は大都を放棄して北に逃れ、万里の長城以南の中国は明に統一される。江南から誕生した王朝が中国を統一した。
洪武帝は中華統一を達成すると外征を抑え、農村の検地や人口の調査を進めて里甲制・衛所制を布き、内政の安定に力を注いだ。一方で洪武帝は建国の功臣を粛清し、宰相にあたる中書令を廃止して六部を皇帝に直属させる皇帝独裁体制を築いた（詳細は胡藍の獄を参照）。
1398年に洪武帝が崩じて皇太孫の建文帝が即位すると、建文帝の叔父に当たる各地の親王は帝室の安定のために排除されるようになった。北平を中心に北方の防備を担っていた洪武帝の四男である燕王朱棣は追い詰められ、遂に反乱を起こした。1402年、燕王朱棣は首都南京を占領して建文帝から帝位を簒奪し自ら皇帝に即位した（靖難の変）。これが永楽帝である。永楽帝の即位により、政治の中心は再び北平改め北京へと移った（ただしその後も南京に南京六部を置き、副都的な扱いをしていた）。

### 属領の拡大と朝貢国の増加
永楽帝は、北京に遷都し洪武帝の慎重策を改めて盛んに勢力を広げた。北に退いた元朝の残党（北元、明ではこれを韃靼と呼んだ）は1388年にトゴン・テムル・ハーンの王統が断絶していたが、永楽帝は北伐により制圧した。満洲では服属させた女真族に名目的な役職を与え羈縻衛とし、1411年（永楽9年）黒龍江流域に奴児干都司を設置し管轄した。南方では大越（ダイベト・ベトナム北部）を陳朝・胡朝の内乱に乗じて征服した（第四次北属期）。
さらに海外の東南アジア、インド洋にまで威信を広げるべく宦官の鄭和に率いられた大艦隊を派遣し、一部はメッカ、アフリカ東海岸まで達する大遠征の結果、多数の国々に明との朝貢関係を結ばせた。
永楽帝の死後、モンゴルへの遠征、東南アジアへの艦隊派遣は中止され、女真族を管轄した奴児干都司も1435年（宣徳10年）に廃止、大越（ダイベト）では征服からわずか20年で黎朝が独立した。しかし永楽帝の子の洪熙帝・孫の宣徳帝の二代に明は国力が充実し、最盛期と評価される（仁宣の治）。

### 北虜南倭と内乱の危機
一方このころ、モンゴル高原では西モンゴルのオイラトが力をつけ、モンゴルを制圧したオイラト族長エセン・ハーンは明へ侵攻してきた。1449年、英宗は側近の宦官王振の薦めでオイラトに親征を行ったが、自ら捕虜となる大敗を喫した（土木の変）。捕虜になった英宗に代わり皇弟の朱祁鈺が即位した（景泰帝）。
エセン・ハーンは内紛で殺され危機を免れたが、後に帰還して奪門の変で復位した英宗以来、歴代の皇帝は紫禁城から出ることを好まず、また政治を顧みない皇帝も多く、国勢はしだいに低調となった。また、同時期1448年、小作人鄧茂七が地主への冬牲や小作人負担による小作料運搬の免除を求めて反乱を起こし、鎮圧には成功したものの最終的に叛徒は数十万人に膨れ上がっている。
弘治帝の施策により明の国勢は一時的に持ち直すものの、正徳帝の世になると再び国政は乱れた。これに反発するかのように、皇族（寧王の乱）や農民・匪賊の反乱も相次いで起こるようになる。また、倭寇が中国人の密貿易商人と結びついて活動を始め、沿岸部を脅かすようになった（後期倭寇）。さらにモンゴルではクビライの子孫とされるダヤン・ハーンが即位し、オイラトに対抗してモンゴルの再統一を成し遂げた。オルドス地方に分封されたダヤン・ハーンの孫のアルタン・ハーンは16世紀中ごろに頻繁に中国に侵入し、1550年には北京を攻囲する（庚戌の変）など明を悩ませた。この時代の倭寇とモンゴルを併称して「北虜南倭」と呼ぶ。

### 明の衰亡
1572年、わずか10歳の万暦帝が即位した。はじめの10年間は内閣大学士張居正が政権を取り、国政の立て直しが計られたが（万暦の中興）、張居正の死後親政が始まると帝は政治を放棄した。在位は48年に及ぶが、途中哱拝の乱や文禄・慶長の役、楊応龍の乱などで出費がかさみ財政が破綻した。このような時局を憂えた人士が無錫の東林書院に結集し東林党という政治集団が作られた。以後、東林党と反東林党の政争が起こる。万暦帝の死後も泰昌帝は即位後まもなく急死し、天啓帝は寵臣の宦官魏忠賢に国政を委ねるなど、政情の混乱が続いた。魏忠賢によって東林書院は閉鎖され、東林党の人士も投獄・殺害された。
対外的にも弱体化により、それまで離間策をとってきた女真にヌルハチ（太祖）による統一を許し1616年に後金国（amaga aisin gurun）が建国された。明は1619年サルフの戦いで後金軍に敗北。1636年には大元皇帝位（ハーン）を継承していたリンダン・ハーンの遺児エジェイが後金に降り、大元皇帝に伝わる玉璽「制誥之宝」を献上したことで元朝を継承し、満洲・モンゴル・漢人の推戴を受け皇帝に即位したホンタイジ（太宗）により女真は満洲（manju）と民族名を改め清（daicing gurun）が成立した。
天啓帝の7年の治世の後、崇禎帝が即位したときには既に明は末期的症状をきたしていた。さらに即位後まもなく飢饉が起こり、反乱が相次ぎ、さらに清軍の侵攻も激しさを増した。名将袁崇煥が清軍を防いでいたものの、ホンタイジの策略に嵌った崇禎帝が袁崇煥を疑い惨殺してからは清軍を抑えられなくなり、更に流賊から台頭した李自成は西安に拠って大順を称し、北京に迫った。1644年、李自成軍の包囲の前に崇禎帝は自殺し、明が滅亡した。
同年、清が李自成軍を破って北京を占領し、中国支配を宣言すると、中国南部にいた明の皇族と官僚は南明を建て清に抵抗したが、雲南からビルマに逃げ込んだ永暦帝を最後に滅ぼされた（明清交替）。福建でも鄭成功が台湾を拠点に抵抗したが、鄭氏政権は後に清に降伏している。明の遺臣としては、このビルマ（コーカン族）、台湾のほか、広南朝ベトナムに亡命し、メコンデルタへの植民として活用された者などがある。南明は日本の江戸幕府に何度も援軍の派遣や物資援助を要請している。徳川御三家や薩摩藩は出兵に対して乗り気であったとの記録がある。日本側は清への手前、公式に援助を行うことが出来ないため鄭氏の交易利権（長崎貿易）を黙認することによって間接的に援助した。

1580年明国の領域。羈縻地域烏斯蔵（チベット）・奴児干（女真）を除く。

1724年、明の代王朱彝梃の孫の朱之璉が清の雍正帝より一等延恩侯の爵位を授けられ、以後はその子孫に明の祭祀が引き継がれた。

## 政治
洪武帝、永楽帝と初期の二人の皇帝が独裁的な政治を行ったため、それ以降の明の政治も同様となった。皇帝の不興を買えば高位の臣でも即座に死を賜ることがあった。明の官吏は常に誅殺におびえ、朝、家族と水杯をし、死を覚悟して出仕し、夕、帰って再び家族と出会えたことに喜んだという。このため明の官吏は多くの場合、事なかれ主義に走り、明の政治は皇帝の出来不出来に全てがかかることになった。明では名君の治世は短く（仁宗洪熙帝は1年、宣宗宣徳帝は10年、孝宗弘治帝は18年）、一方で世宗嘉靖帝は45年、神宗万暦帝が在位48年というように暗君の治世が長かった。また官僚の俸禄は低く、忠誠心の低下と汚職による腐敗を招いた。顧炎武はそのような状況を「薄禄の害」と呼んだ。
明代後期より富裕な士大夫層が地方の指導者としての地位を確立し、郷紳という新しい身分層を形成する。彼らは基本的に官僚であり、官僚としての地位とその間に積み上げた財産で地方の指導者として政府の地方官に命令するほどの権力を持った。しかし唐以前の貴族とは違い、郷紳は血縁によって財産を保持しているわけではなく、一族の中に科挙に合格するものが出ない場合は没落することになるため、「一代限りの貴族」という表現もある。のちの清代では郷紳層は地方の強い基盤をもとに辛亥革命で活躍することになる。

### 官制・税制・兵制

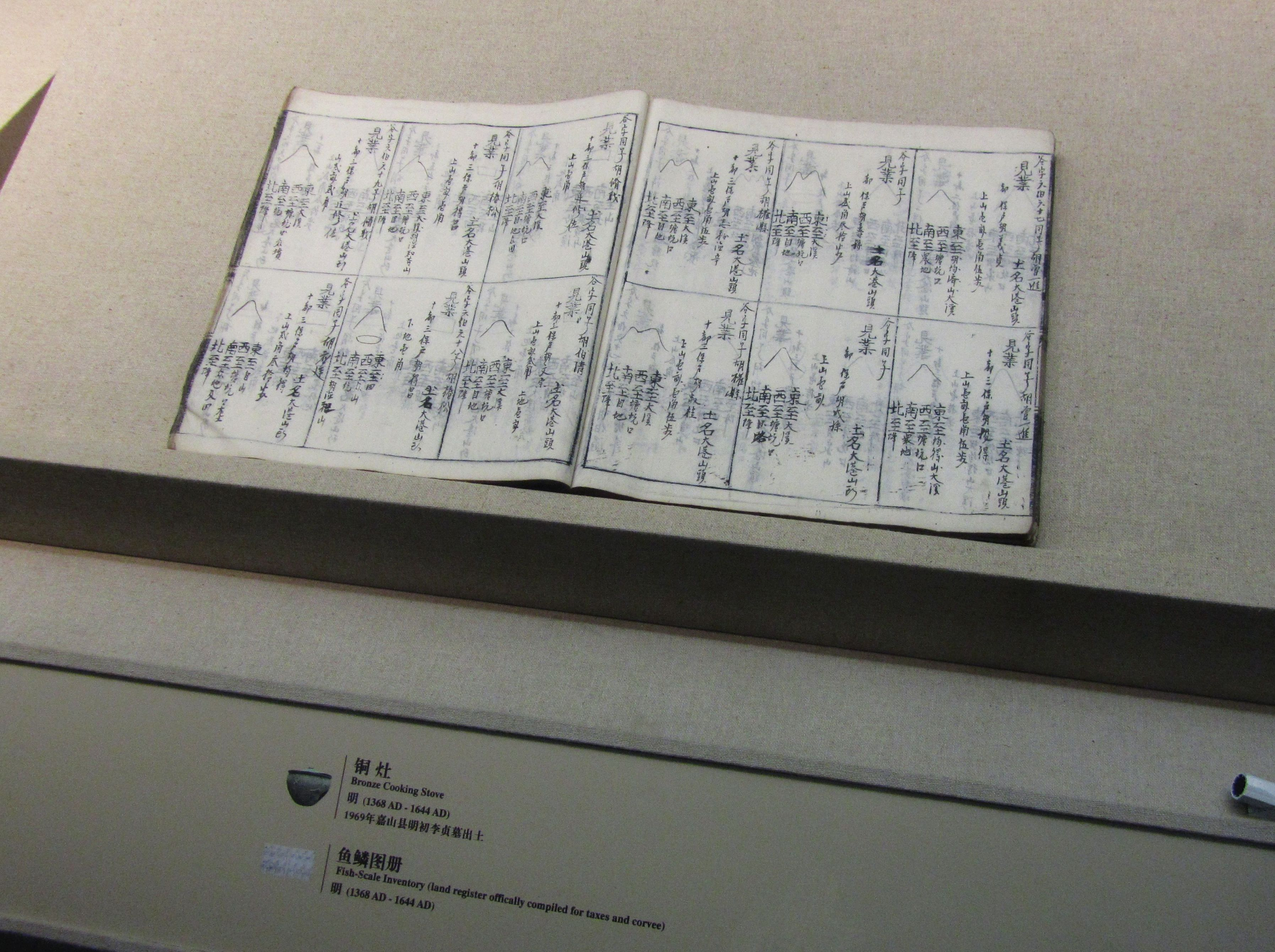
魚鱗図冊

明初の官制はほぼ元制の踏襲であるが、1380年の胡惟庸の獄をきっかけに皇帝独裁体制の確立を図った。洪武帝は宰相府である中書省を廃止したが、実際に皇帝が一人で全ての政務にあたるのは不可能であり、補佐役として作られた内閣大学士が事実上の宰相職となる。
内閣の下に行政機関である六部がある（詳細は六部を参照）。また官僚の監察機関である御史台の名を改めて都察院とし、軍事の最高機関である枢密院を改めて大都督府とし、更に都督府を中・前・後・左・右に分割して五軍都督府とした。
しかし、洪武帝の猜疑心は収まらず、皇帝直属の特務機関である錦衣衛を作る。さらに永楽帝の時代に宦官の特務機関東廠を創設した。のちに東廠に対して西廠も作られるが、こちらはすぐに廃止される。これらの特務機関の存在が明の官界を暗くした。また、明代は官僚の給与が低く、歴代でも最も不遇とも言われる。給与の抑制は賄賂の横行を招き、官界腐敗の原因となった。
地方制度も元代の行中書省の強すぎる権限を嫌って廃止し、それに代わり権限を大幅に縮小した民政・財政担当の承宣布政使司（しょうせんふせいしし）、裁判・監察担当の提刑按察使司、軍事担当の都指揮使司の三つを置いた。布政使は全国に13あり、これとは別に皇帝直属である直隷がある。直隷（河北省）、南直隷（江蘇省・安徽省）、山東、山西、河南、陝西（甘粛省も含む）、四川、湖広（湖北省・湖南省）、浙江、江西、福建、広東、広西、雲南。布政使の下に府があり、その下に州がある。州の下に県がおかれる場合もある。
洪武帝は全国を調査して賦役黄冊（戸籍帳）・魚鱗図冊（土地台帳）を作り、それをもとに両税法により税が徴収されたが、以前の貨幣や布に代わって米や麦などの穀物による現物主義の納税が行われた。他にも雑税として絹が徴収されることがあった。官吏の給与は歳入の大半を占める穀物によっていたが、重農主義による穀物生産の回復にともなって穀物価格が低落傾向に陥り、貨幣や銀を手に入れるために換金を経なければならない官吏や地主の生計を圧迫した。このためあらかじめ貨幣や銀で税を徴収するように求める意見が高まり、穀物価格低下のリスクを農民に押し付けることにつながった。正統元年（1436年）には官吏俸禄の銀支払とこれと表裏一体であった田賦銀納制の導入が行われた。
また、地方を治めるために里甲制が、兵制として衛所制が布かれた。里甲制は裕福な戸1と10戸を組にして里と呼び、里を10で甲と呼んで基本単位として里に対して徴税や労役の義務を課す制度である。また兵士を出す家を分けて置いて軍戸とし、そこから定常的に兵士を供給させるのが衛所制である。
衛所制は政府から軍戸に対して土地を下賜し、その土地からの収入による自足自給を建前としていた。しかし正統年間ごろから軍戸の中に窮迫する者が増えて逃亡が増大し、宦官や地方の軍官による土地の私物化が増えた。軍戸の生活は破綻し、これに対する中央からの食料供給は大きな財政負担となった。また、その食料を軍官たちは私物化し、例えば兵数を実数よりも過大に報告することで差額を懐に入れた。明末には衛所制は無力化し、国防は各地の軍官に雇われていた私兵が役目にあたることとなる。
里甲制も年が下るごとに課される労役・税の事務作業と項目が複雑化し、負担が過重で不公平の度合いが激しくなった。これに対して一条鞭法が行われ、複雑な税体系を簡便化して銀納の一本にまとめた。

### 科挙

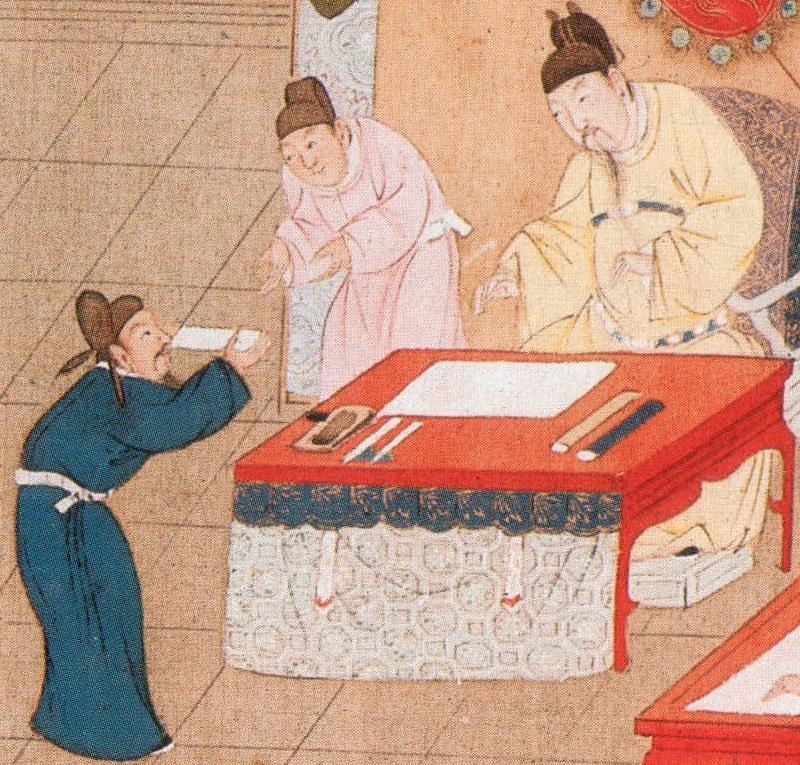
科挙の様子

洪武帝は明を建てるとすぐに科挙を行い、大々的に人材を募集した。その後、一時期停止されたが、永楽帝以降は明が終わるまで継続されている。
明代では科挙を受験するには、国立学校に所属する必要があった。彼らは生員と呼ばれる。洪武帝は首都に国子監という国立学校を設立し、地方にもそれぞれ府・州・県ごとに学校を設立した。しかしこれらの学校は、後には単に科挙の資格を得るために在籍する場所となった。これとは別に民間には社学と呼ばれる私立学校が存在し、農民の子弟に読み書き・計算などを教えていた。
生員になるに際しての試験があり、その後、第一次の地方試験である郷試がある。郷試に合格した者は挙人と呼ばれ、第二次の中央での試験である会試を受けて合格すると進士と呼ばれ、晴れて官僚になる資格を得る。さらに殿試という皇帝の前での試験があるが、これは落ちることはない試験である。
志望者は生員だけで50万とも言われ、それに対して合格するのは毎回3～400人であり、何度も受験している間に年取り白髪になってしまった者もいた。

### 王府
洪武帝は多くの功臣を粛清する一方で、子供達を各地に「親王」（単に「王」とも）として封建し、王府（おうふ）を設置させて現地を治めさせ、政治的基盤を固めようとした。これには(1)親王自ら兵を率いて国防の先頭に立つ。(2)皇族を繁栄させて万が一の皇統断絶を回避する。(3)皇族の維持にかかる費用を地方に負担させる。(4)儒教的な封建体制再建を確立させる。といった目的があったとされる。
だが、皇太子である朱標が父より先に亡くなり、その息子で洪武帝の孫の世代にあたる建文帝が即位すると、これらの叔父が皇位を脅かすことを恐れて取り潰しを図った。だが、逆にこうした叔父の1人であった永楽帝によって滅ぼされることになった。永楽帝は「親王」の軍事権限の削減を図ったものの、父の洪武帝同様に子供達を封建することには積極的であった。さらに宣徳帝の時代に漢王朱高煦が反乱を起こしたのを機に軍事力の全面的剥奪に踏み切った。また、自己の開墾地以外の土地の私有を禁じて禄米支給へと切り替え、自由な外出や任官までも禁じたため、親王や郡王は事実上居城に蟄居状態に置かれるようになった。
その後、親王や郡王（親王の諸子）の増加によって明の財政は悪化した。そこで皇族のために「皇荘」と呼ばれる荘田を設置して経費を補わせ、皇荘の一部は皇帝からの下賜された特例として皇族の私有の荘田にすることを許した。だが、親王や郡王は皇荘で一種の地主と化して農民から租税や土地の収奪を行い、そこで得た収益を元手にさらに高利貸しなどの商業活動や土地の集積を進めたり、郷紳などからの投献（寄進）を受けたりして皇荘へと編入した。このため、官田が王達によって奪われて財政収入が減少するという事態が生じたため、1470年には皇荘の税率を定めて実際の管理を地方官に行わせることを定めた。しかし、皇帝自らが王達に特例を認めることがしばしばであり、解決にならなかった。特に万暦帝の実弟である潞王朱翊鏐や三男の福王朱常洵などは万暦帝の寵愛を背景に数万頃に及ぶ大地主と化して農民に対して更なる収奪を行ったものの、皇帝の不興を買って粛清されることを恐れた官僚たちは対策を打たなかった。こうした状況は人々に強い不満を抱かせ、明末の農民反乱の標的に王や郡王があげられることになった。

## 経済
元末からの騒乱により中国は荒廃し、特に華北は一面荒野が広がるほどの状態であった。一方で江南地帯の荒廃はそれほどでもなく、強い経済力を有していた。農民出身の洪武帝は江南が強い力を持つことを警戒して、重農抑商の政策を取っていた。農本主義的な朱子学の振興もその一環であり、商人出身者の科挙受験も厳しく制限された。しかしそれでも江南の経済力は成長を続け、明全体の経済の中心として活躍する。

### 農業
農民出身であった朱元璋は農業、特に米や麦などの穀物生産を重視する政策を取った。特に重要視したのは、明が創業の地とした江南の豊かな農業資源である。宋の時代には「蘇湖熟すれば天下足る」と呼ばれていたのが、明代にはその一地域であった蘇州・松江のみで「蘇松熟すれば天下足る」と称されるようになった。朱元璋は張士誠の支配地域であったこの地域を真っ先に占領して農地を国の直轄とした。さらに中期ごろからは長江中流域の湖広（現在の湖北省・湖南省）の農地開発が急激に進み、末期には「湖広熟すれば天下足る」と呼ばれた。

### 貨幣政策

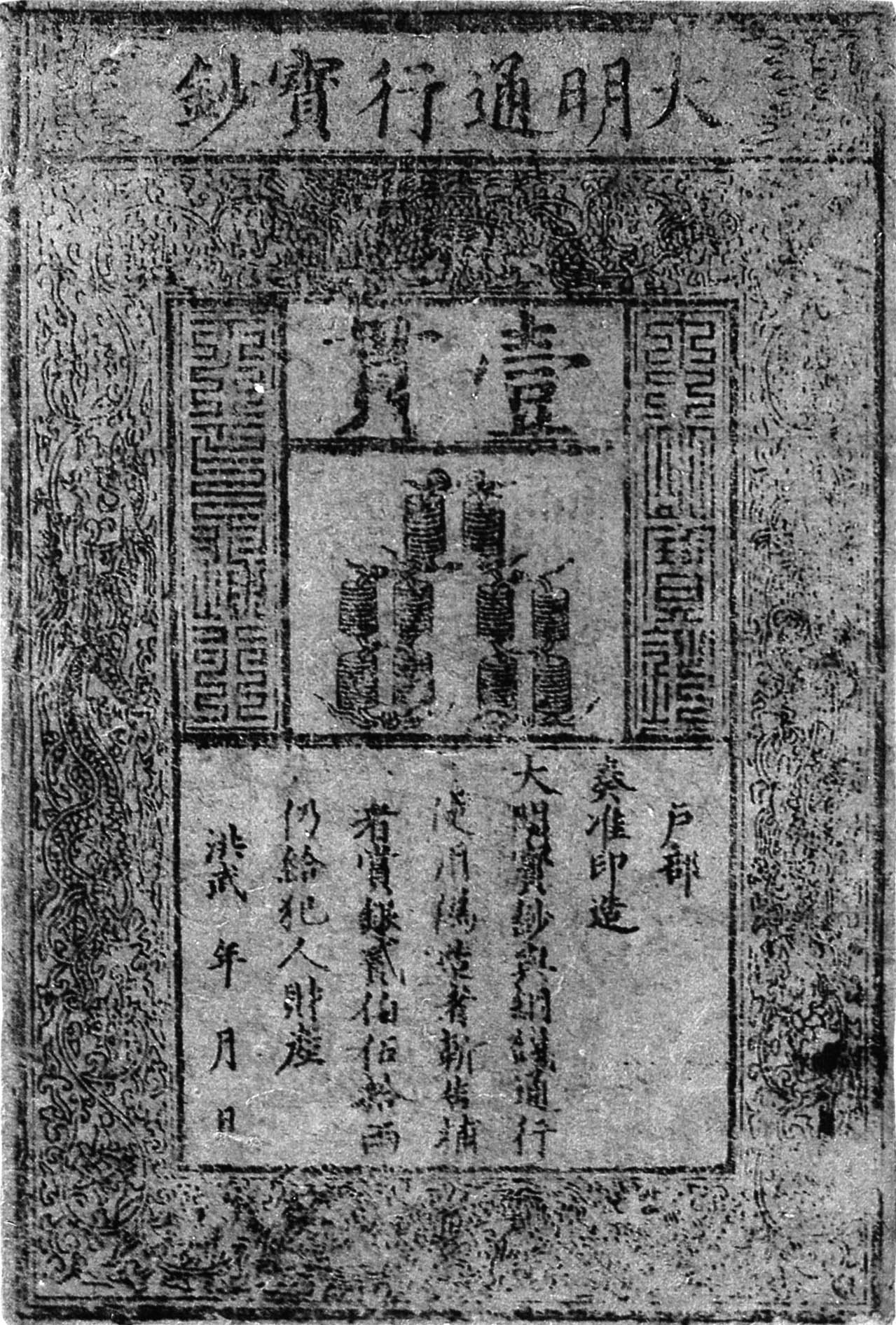
大明通行宝鈔

元で発行されていた紙幣（交鈔）にならって明でも宝鈔 という紙幣を発行した。これは完全な不換紙幣であるが、元末には紙幣のシステムは崩壊しており、以前のように銅銭を発行する余裕もなかったために建国当初は実物経済依存が強くなり、洪武帝の農本主義政策の背景になったという指摘もある。
この紙幣の価値を保つための政策は行われておらず、価値は下がり続け、それに代わって外国（メキシコ・日本）から大量に流入した銀が通貨として使われるようになった。これに対して政府は何度か使用禁止令を出したものの効果はなく、一条鞭法の採用によって事実上、銀が通貨となった。また、永楽通宝などの銅銭も発行されたが、洪武帝が銅銭の流通を禁止したこともあって利用は低調で、宝鈔や銀に押されて海外への輸出専用に回されることが多くなった。だが、銅の生産が乏しくなると、銅銭の生産もごく稀にしか行われなくなった。しかしこのことにより、銀が東アジアにおける国際通貨となり、東アジア交易網の形成に貢献している。
財政悪化にともなう税の増徴は、官やそれに繋がった有力者への銀の集中をもたらし、一部の持つ者と大多数の持たざる者の格差を広げる要因となった。沿岸の有力者や辺境を守る軍人達は海禁政策の有無にかかわらず積極的に交易を行って富を蓄え、私軍を保有してさらなる高位を得る者も現われた。前者の代表が鄭芝龍であり、後者の代表が李成梁・呉三桂である。そして、持たざる者の代表者が李自成と言える。これらの融和策を行わなかったゆえに李自成・呉三桂に明が滅ぼされた。

### 専売制
明も歴代王朝と同じく塩の専売制を行った。明の場合、専売制は軍政と関連していた。まず駐屯地の食料庫に食料を納入した商人は手形を受け取り、その手形を塩と引き換えることの出来る塩引と交換し、塩と引き換えてそれを販売するというものである。これは開中法と呼ばれ、明代を通じて行われている。銀が通貨となったのちは、食料の納入が銀の納入に代わっている。
地域ごとに商幇（商人集団）があり、その中でも明代には山西商人と徽州商人の二つが競っていた。明代後期からは塩と交通をおさえた徽州商人が発展した。

### 手工業
明代は手工業の活性期でもあった。江南を中心とした地方では絹織物・綿織物の生産が増加し、それにともなって農村でのカイコ・綿花の生産も高まり、大きな市場を作っていた。また農民達の副業としての手工業も盛んに行われており、重要な収入源となっていた。
政府は手工業に従事する人々を農民とは別の匠戸というグループに分類し、一般の労役の代わりに官営工場での手工業に従事させて政府が欲する分の製品を供給させていた。これを匠役制というが、この制度は匠戸に対する過重な負担を生み、逃亡する者が増えたため匠役の代わりに銀を納付させてこの収入で必要とする分を買い求めることに変わった。
また、こうした副業に従事している農民には貧困層が多く、高利貸しから借りた資金で蚕種や桑の葉などの必要物資を買いそろえて蚕を育て、繭から糸が取れる頃に高利貸しからの催促によって生糸を一旦売った後に改めて高利貸しから資金を借りて糸を購入して織物を織るという繰り返しによって成り立っており、商業資本の蓄積は望めても工業化への発達の可能性が低いものであった。

## 文化

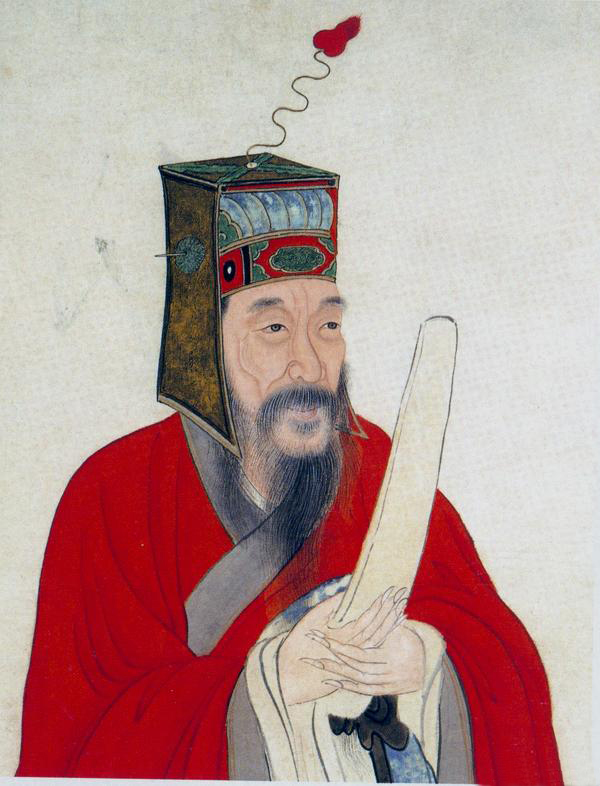
王陽明

洪武帝により文人に対しての大弾圧が行われ、明初は知識層が打撃を被った。しかし同時にその国子監をはじめと州県に至るまで全国に国立学校を設立する政策、北は万里の長城から南は広東に至るまで全国で郷試を実施して科挙による人材登用の機会を広げる政策は文化の全国化をもたらす意味も有していた。永楽帝の命により『四書大全』『五経大全』『性理大全』が撰され、全国の学校に科挙の教科書として配布された点も同様である。三田村泰助はこれを国民文化の成立であるとして評している。一般民衆の間に文化が広まったゆえんはそれである。それまでの文人＝官僚だった図式が崩れて多くの大衆文化が生まれている。しかしその一方でそれまで高尚とされていた漢詩・歴史の分野ではあまり見るべきものが無い。

### 思想
洪武帝は劉基ら朱子学者を重用し、永楽帝の教科書政策もあって、朱子学は国定学問としての地位を保持していた。しかし、朱子以降の朱子学にはあまり思想的な進展は見られないとの指摘がある。これについて国定になり、思想が固定化されたせいだとも朱子による学問の体系化があまりにも完璧なものであったためにそれ以後の朱子に到底及ばない学者にとっては進展が無いのだとも言う。
しかし、明代の思想において最も特筆すべきはなんと言っても王陽明による陽明学（中国では王学と呼ばれる。陽明学は日本において付けられた名である）の成立である。陽明学では心即理・知行合一・致良知を唱え、明代を通して思想的発展を遂げる。明代後期、陽明学的土壌の中で三教一致説が隆盛し、中国思想界はかつてのような進展を見せる。

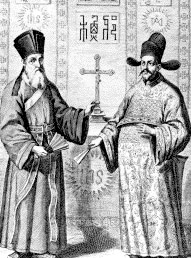
マテオ・リッチと徐光啓（キルヒャー『中国図説』）

『坤輿万国全図』

その一方で、1582年にイエズス会員マテオ・リッチらによってキリスト教カトリックがもたらされる。明政府高官の中には、キリスト教に興味を示した者も多数存在したが、それはマテオ・リッチの布教態度に負うところが大きい。明人では、代表的なキリスト教信者として徐光啓の名を挙げることができる。また、マテオ・リッチは坤輿万国全図（中国を中心とした世界地図）を作成した。

### 文学
明初には古文辞運動が起こる。宋詩を批判して漢代の文・唐代の漢詩がもてはやされるようになり、『唐詩選』が刊行されている。
この分野で特筆するべきが李卓吾である。陽明学左派の思想を元にそれまでの朱子学的な文観を引っくり返した過激な文章を次々と発表して、明政府に危険視されて捕縛され、最後は獄死した人物である。彼の思想は後世に影響を与えて五・四運動に於いて開放思想として評価された。
その一方で民間における小説の分野では『金瓶梅』など数々の名作が誕生した。『三国志演義』・『水滸伝』・『西遊記』はこの時期に完成したとされる。また戯曲の分野も発展し、「牡丹亭還魂記（ぼたんていかんこんき）」などの名作が作られている。
また永楽帝の命により百科事典『永楽大典』が編纂されて、古今の書物の中から重要と思われる文章が抜き出されて収録された。

### 美術

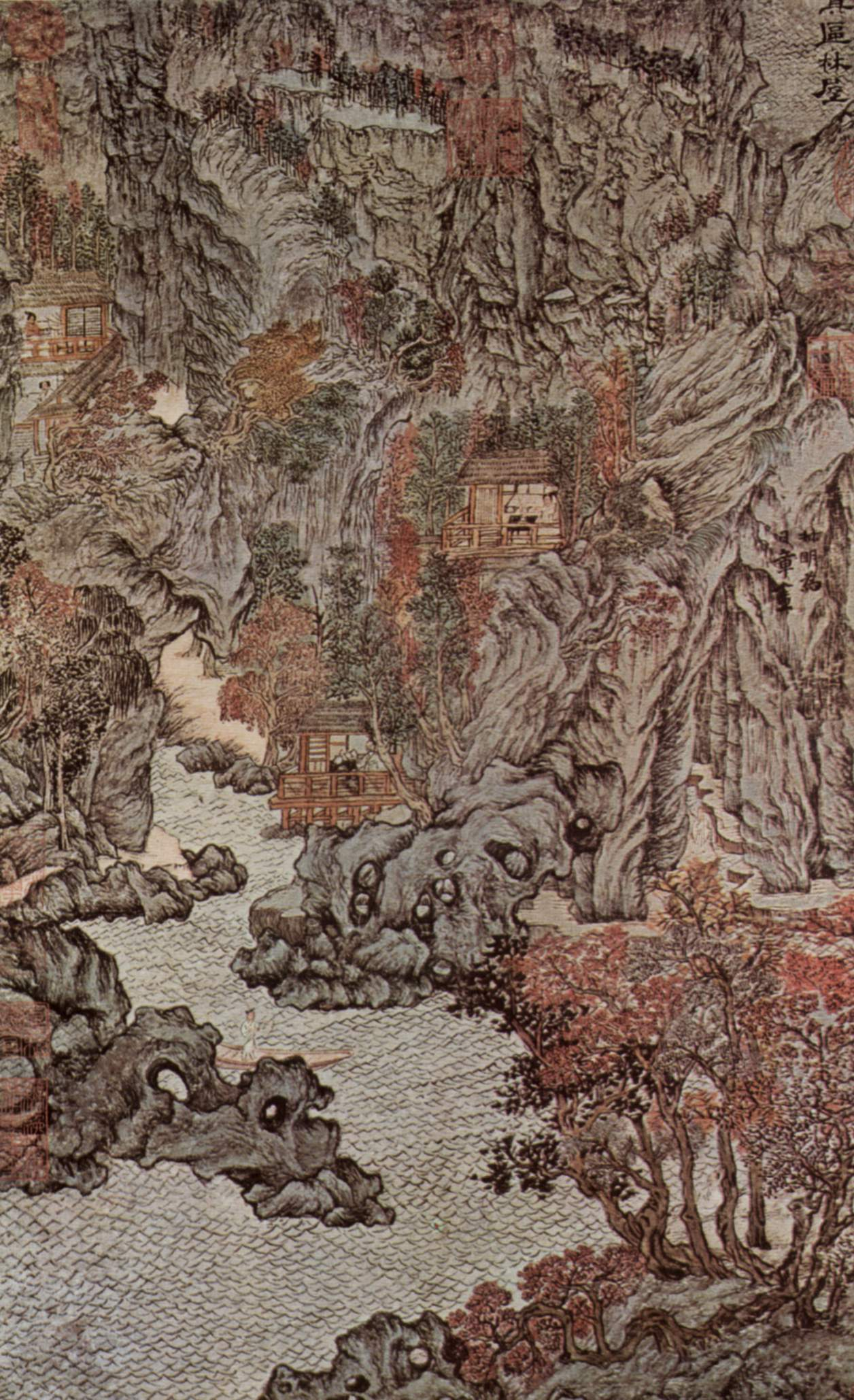
具区林屋図、元末明初、王蒙、台北国立故宮博物院

元末期、戦乱に明け暮れる他の地方に比べて江南蘇州は張士誠政権の下で繁栄を謳歌していた。ここでは毎日のように文学サロンにおいて漢詩の大会が開かれたり、著名な画人達が腕を競っていた。この中でも黄公望・呉鎮・倪瓚・王蒙の4人の優れた画家を「元末四大家」と呼んでいる。
この流れを引き継いだのが呉派と呼ばれる文人画（民間画壇による絵画）の流派である。この派の代表としては沈周と文徴明がいる。
陶磁器の分野は明代に大きく隆盛し、元から引き継いだ染付や新しい赤絵の技法が開発され、景徳鎮の窯からは大量の製品が生み出され、国内だけは無く海外にも輸出された。特に万暦期の『万暦赤絵』は名品中の名品とされ、現在でも好事家の垂涎の的となっている。ただしこの時期には陶磁器は技術であって美術ではないと見なされていたようである。
永楽帝期には後の清でも皇宮として使われる紫禁城が完成し、現在は故宮博物院として使われており、北京と瀋陽の明・清王朝皇宮として世界遺産に登録されている。

### 科学技術
明末清初になると、経世致用の学としての考証学が盛んになるなど、実学への関心が高まり多くの実用書が書かれている。前述した徐光啓はマテオ・リッチと協力し、農学書である『農政全書』や、古代ギリシアのユークリッド幾何学の訳書として『幾何原本』などの編著に活躍した。また、アダム・シャールに協力し、西洋暦法（グレゴリウス暦）を取り入れた『崇禎暦書』をまとめる上でも助けとなった。（ただし完成時には徐光啓は死去）。その他、薬学者李時珍による1871種類の薬草・漢方薬を集めた『本草綱目』、地方官宋応星による工芸技術本『天工開物』などが発表された。

## 国際関係

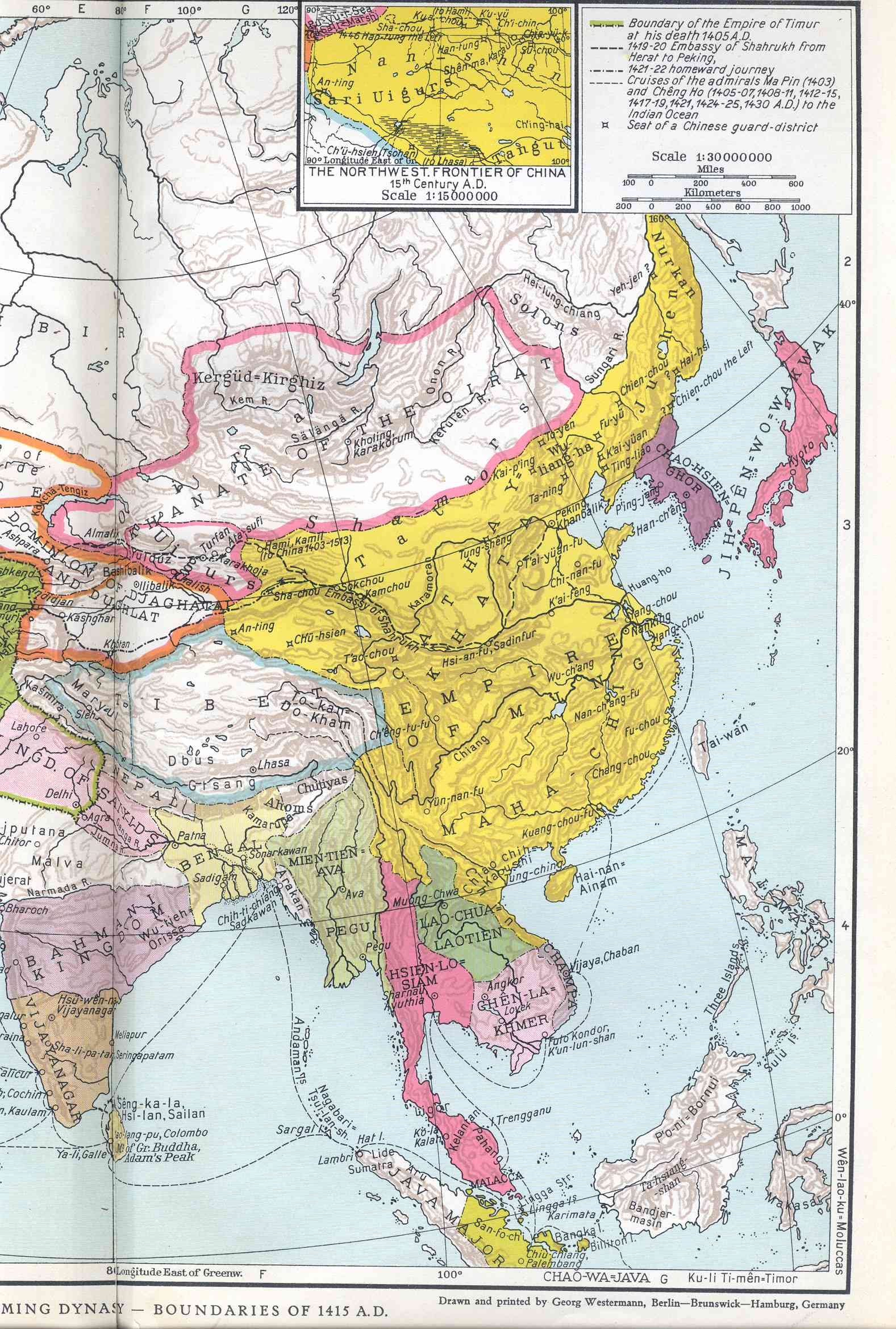
明と周辺諸国

元代に築かれた空前の交易網の一部を引き継いで、明初においても交易が非常に盛んであった。

### 海上交易と倭寇
陸のシルクロードと海の道（いわゆる海のシルクロード）が元代の交易ルートであったが、明の北西はモンゴルによって抑えられており、このルートを使用は不可能であった。海路については1372年、洪武帝により海禁令が出され、民間の交易は禁じられ、政府の交易である朝貢貿易だけが交易と決められた。この海禁令は交易で生活を立てていた人々の激しい反発を招き、密貿易が横行することになる。

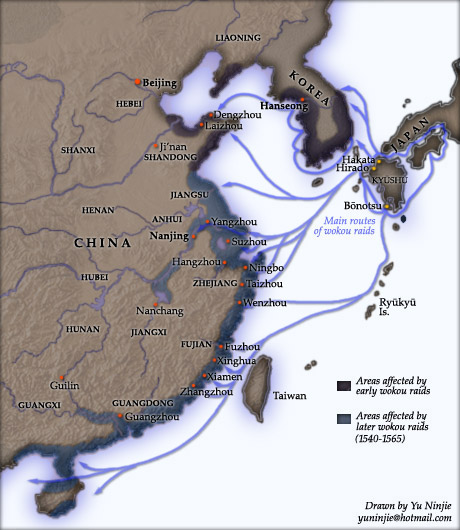
倭寇の進路

またこの時期は前期倭寇の最盛期でもあり、その被害は大きなものであった。この時代の倭寇は正真正銘の海賊で米穀・奴隷の略奪を行っていた。これに対して洪武帝は日本へ鎮圧を要請する。最初は南朝の懐良親王に要請したが、国書が無礼だというので使者が斬られるという事件が起きた。その後、日本の政権の分裂している実情を知った洪武帝は、改めて北朝側である室町幕府の足利義満に対して使者を送り、義満と勘合貿易を行うことを条件に、義満を日本国王に冊封して倭寇の取締りを要請した。
その後、永楽帝が帝位を奪取した1403年にも義満は使者を送り、勘合貿易を継続し莫大な利益を上げ、義満による取り締まりによって倭寇勢力は衰退し、明の海上は平穏を取り戻した。なお、勘合貿易も基本は朝貢貿易だった。
永楽帝も洪武帝と同じく、海禁令を継続したが、その一方で鄭和を南海大航海に派遣して、南海諸国との朝貢貿易を始めている。その後、勘合貿易の相手は室町幕府から大内氏に変更された。その後の皇帝も何度となく海禁令の更新を行い、厳しく統制したが、それでも密貿易は止まず、15世紀後半からは大商人は現地の地方官・郷紳層と結びついて密貿易を黙認させていた。しかし密貿易が海賊に転換することを恐れて、新たに着任した浙江巡撫（長官）の朱紈（しゅがん）は密貿易を厳しく取り締まった。しかし、地方官・郷紳層の激しい反発を受けて朱紈は失脚に追いこまれた。
その一方で貧しい沿岸の民衆達が交易に活路を求めた。弱小商人たちには人脈も賄賂を送る金もなく、密貿易が難しいので海賊になる者が増えた。これが後期倭寇である。後期倭寇はほとんどが日本人を装った中国人であり、日本人の割合は1～2割ほどであったらしい。後期倭寇の中でも、これらの者達をまとめて一大勢力を築き上げたのが、王直である。王直は困窮した沿岸民衆の世論を集めて、明に対して交易の自由化を求め、それが不可能だと分かると五島列島を根拠地として中国の沿岸部を散々に荒らしまわった。
王直は後に政府の策略によって捕らえられ処刑されるが、それでも交易を求める倭寇は後を絶たず、沿岸部への攻撃を何度も行った。1563年に福建を襲ったが、この地の副総督戚継光の活躍により、壊滅的な打撃を蒙った。この期を見て政府も福建の月港に中国商船の海外渡航許認可を行う海防館を設置して、海禁令を廃止。倭寇もこれにより活動を収束、海上に平穏が戻った。
また1517年には広州にポルトガル使節トメ・ピレスが来航し、北京に上京して朝貢を求めたが、ポルトガルに国を奪われたマラッカ使節の訴えにより投獄された。朝貢を拒絶されたポルトガルは寧波沖合の島で密貿易を行ったりしたが、1557年にはマカオに永続的な居留権を獲得した。明朝は依然として対日貿易を禁止していたため、マカオのポルトガル人は日中貿易の仲介でも活躍した。この時代には中国・日本・朝鮮・南海に渡る交易網が成立し、銀を共通の通貨としてさまざまな人種の商人たちが活躍した。

### 北方
明にとって最大の脅威はモンゴル勢力であり、北元とオイラトに対しての攻撃と防御を繰り返していた。
洪武帝はモンゴル勢力に対しては防御の姿勢で臨み、南京に都していたのも北から遠ざかりたいという意味があったからである。しかし永楽帝はモンゴルに対しての積極政策を臨んで北京に遷都し、モンゴルに対して5度の遠征を行っている。永楽帝以後は基本的にモンゴルに対して利益を与えることで宥める方向へ動いた。
その利益とは朝貢のことで、明とモンゴルとでは明の産物と馬を交換する馬市（ばし）と呼ばれる形態で行っていた。馬は永楽帝期の軍事力拡大期には必要な物であったが、平和策に転じた後ではさほど必要ではなかったが、あくまで平和の代金として買い取っていた。モンゴルからやってくる使者一人ごとに明から報奨金を与えることが慣習となっていた（モンゴルだけではなく、朝貢は全てそういう慣習がある）。
オイラトのエセンは使節の人数を増やし、また役に立たない馬も交易の中に含めるなどして交易の利益の増大を図った。またモンゴルのダヤンとその孫アルタンは馬市の回数をもっと増やすように求めた。このような要求は明にとって基本的に不利益なので、拒否しようとしたが、その時にはモンゴル・オイラト達は明の領内に侵攻して、武力を用いて自分達の要求を通した。土木の変や庚戌の変はこう言った事に基づいており、明を滅ぼそうと考えていたわけではない。
その後のモンゴル勢力は内部抗争により勢力を減退させ、それに変わって台頭してきたのが満洲の女真である。永楽帝は満洲に対しても遠征軍を送り、この地を支配下に置く一方で同じく女真支配を画策していた李氏朝鮮に圧力を加えてその北進を禁じた。その後の宣徳帝期にこの地を放棄して間接支配に切り替えた。その方法は女真族のそれぞれの部族長一人一人に対して朝貢の権利を認める文書を発行することで、互いの間で文書の奪い合いを目的とした対立を醸成し、抗争を起こさせる事で一致団結して明に反抗することを封じるというものである。この対策はうまくいき、女真の間での抗争は極めて激しいものとなった。しかし万暦年間の遼東司令官李成梁の不手際によりヌルハチの台頭を見逃し、女真の統一が為された。これ以降、明は女真改め満洲族による強力な攻撃を受けることになる。

### 西方・南方
明が成立した頃、西方ではティムールが各地を征服して大帝国ティムール朝を築き上げていた。ティムールは晩年になり、中国遠征を試みるが途上で病死し、これ以降のティムール朝は分裂して弱体化し、明は西方に対しては脅威を感じずにすんだ。
南のベトナムに対しても永楽帝は遠征軍を送り、一時直轄としたが、永楽帝死後は反抗が強くなったので放棄して黎朝が建った。

## 明の皇帝
ー歴代皇帝ー

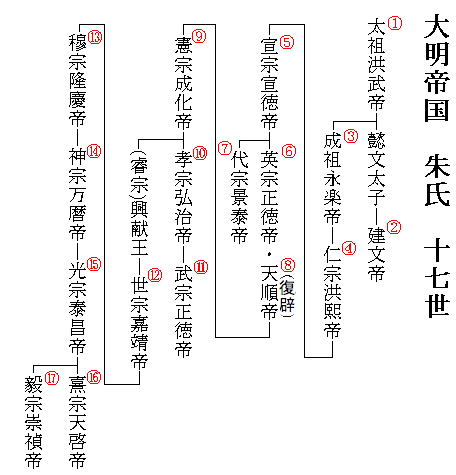
系図

1. 太祖洪武帝（朱元璋 在位1368年 - 1398年）
2. 恵宗建文帝（朱允炆 在位1398年 - 1402年）洪武帝の皇太子朱標の子。
3. 成祖（太宗）永楽帝（朱棣 在位1402年 - 1424年）洪武帝の子。建文帝の叔父。
4. 仁宗洪熙帝（朱高熾 在位1424年 - 1425年）永楽帝の子。
5. 宣宗宣徳帝（朱瞻基 在位1425年 - 1435年）洪熙帝の子。
6. 英宗正統帝（朱祁鎮 在位1435年 - 1449年）宣徳帝の子。
7. 代宗景泰帝（朱祁鈺 在位1449年 - 1457年）宣徳帝の子。正統帝の弟。
8. 英宗天順帝（朱祁鎮 在位1457年 - 1464年）第六代正統帝の重祚[注 4]。
9. 憲宗成化帝（朱見深 在位1464年 - 1487年）正統帝の子。
10. 孝宗弘治帝（朱祐樘 在位1487年 - 1505年）成化帝の子。
11. 武宗正徳帝（朱厚㷖 在位1505年 - 1521年）弘治帝の子。
12. 世宗嘉靖帝（朱厚熜 在位1521年 - 1566年）成化帝の孫。正徳帝の従兄弟。
13. 穆宗隆慶帝（朱載坖 在位1566年 - 1572年）嘉靖帝の子。
14. 神宗万暦帝（朱翊鈞 在位1572年 - 1620年）隆慶帝の子。
15. 光宗泰昌帝（朱常洛 在位1620年8月 - 9月）万暦帝の子。
16. 熹宗天啓帝（朱由校 在位1620年 - 1627年）泰昌帝の子。
17. 毅宗崇禎帝（朱由検 在位1627年 - 1644年）泰昌帝の子。天啓帝の弟。

## 明の元号
明は初めて一世一元の制を施行し、かつ越年改元制を実施したので、元号は各皇帝につき一つずつである（二度即位した英宗は例外）。そして、皇帝が崩御すると、在位中の元号の足に「帝」を付けて追号された。例えば、成祖（在位1402年7月 - 1424年7月）は、在位中の元号が「永楽」（1403年1月 - 1424年12月）なので、「永楽帝」と呼ぶ。
1. 洪武（1368年 - 1398年）
2. 建文（1399年 - 1402年）
3. 永楽（1403年 - 1424年）
4. 洪熙（1425年）
5. 宣徳（1426年 - 1435年）
6. 正統（1436年 - 1449年）
7. 景泰（1450年 - 1457年1月）
8. 天順（1457年 - 1464年）[注 5]
9. 成化（1465年 - 1487年）
10. 弘治（1488年 - 1505年）
11. 正徳（1506年 - 1521年）
12. 嘉靖（1522年 - 1566年）
13. 隆慶（1567年 - 1572年）
14. 万暦（1573年 - 1620年7月）
15. 泰昌（1620年8月 - 12月）
16. 天啓（1621年 - 1627年）
17. 崇禎（1628年 - 1644年）